# Fernando Sansò
Fernando Sansò (* 6. Mai 1945 in Mailand) ist ein italienischer Geodät und Hochschulprofessor am Polytechnikum Mailand.
Schwerpunkte seiner Forschung – über die er unter anderem sieben Fachbücher publiziert hat – sind das Erdschwerefeld (insbesondere Randwertprobleme der Potentialtheorie), die Satellitengeodäsie und mathematische Optimierungsprobleme wie das geodätische Netzdesign.
Sansò bekleidet auch leitende Funktionen in der International Association of Geodesy (IAG) und war in den 1990er-Jahren stark in die Reorganisation dieses Dachverbandes involviert. 1986 wurde er mit dem Antonio-Feltrinelli-Preis ausgezeichnet.
Siehe auch:
- Theoretische Geodäsie, Geoidbestimmung, Randwertproblem

| Personendaten    | Personendaten                                          |
| ---------------- | ------------------------------------------------------ |
| NAME             | Sansò, Fernando                                        |
| KURZBESCHREIBUNG | italienischer Geodät und Hochschulprofessor in Mailand |
| GEBURTSDATUM     | 6. Mai 1945                                            |
| GEBURTSORT       | Mailand                                                |